# Enrico Bertaggia
Enrico Bertaggia (Noale, 19 de setembro de 1964) é um automobilista italiano. 

## Carreira
Obteve relativo sucesso na Fórmula 3, vencendo a divisão italiana da categoria em 1987, vencendo inclusive os GP's de Mônaco e Macau. Também teve passagem pela Fórmula 3000, onde competiu por duas temporadas.
Na Fórmula 1, Bertaggia estreou em 1989, pela equipe Coloni, sucedendo ao franco-argelino Pierre-Henri Raphanel. Nas seis corridas em que tentou a vaga no grid, não conseguiu a classificação em nenhuma delas.
Bertaggia retornaria à categoria em 1992, desta vez pela equipe Andrea Moda, que utilizaria o Coloni C4 de 1991. Após a desistência da etapa do México por falta de tempo hábil, ele (que nem chegou a andar no carro) e seu compatriota Alex Caffi foram despedidos da Moda por decisão do dono da equipe, Andrea Sassetti. Mas Bertaggia chegou a cogitar um retorno à Moda, oferecendo a Sassetti um patrocínio de um milhão de dólares.
Satisfeito com a proposta, Sassetti pensou em despedir o inglês Perry McCarthy para colocar Bertaggia em seu lugar, mas a FISA barrou o retorno do piloto, argumentando que a Moda tinha estourado o limite de substituições.